# 삼경운수
삼경운수(三京運輸)는 경기도 수원시의 시내버스 운송 업체이다. 본사는 경기도 수원시 권선구 서수원로 11 (오목천동)에 있으며, 계열사로 성우운수가 있다.

## 역사
1980년 1월 1일에 설립되었다. 2002년 8월 2일에 구 용일여객 (2006년 최종 부도처리, 현재는 인강여객으로 사명 변경 됨) 수원 영업소를 인수하여 자회사 성우운수를 설립하였고, 2003년 6월 10일에는 삼경운수의 도시형버스 노선들을 모두 성우운수로 이관하였다.

## 현황
2021년 1월 기준이다.
| 운행업체 | 보유 노선수 | 보유 노선수 | 보유 노선수 | 보유 노선수 | 보유 노선수 | 등록 대수 | 등록 대수 | 등록 대수 | 등록 대수 | 등록 대수 |
| -------- | ----------- | ----------- | ----------- | ----------- | ----------- | --------- | --------- | --------- | --------- | --------- |
| 운행업체 | 노선 합계   | 광역급행    | 직행좌석    | 일반좌석    | 시내일반    | 대수 합계 | 광역급행  | 직행좌석  | 일반좌석  | 시내일반  |
| 삼경운수 | 2           | -           | 1           | 1           | -           | 49        | -         | 15        | 34        | -         |

## 운행 노선

### 도시형버스
- ● 300번: 수월암리차고지 - 서탄면사무소 - 진위역 - 오산역 - 병점역 - 수원종합버스터미널 - 수원시청사거리 - KBS수원센터 - 창룡문 - 파장동 - 수원종합운동장 - 고천 - 호계사거리 - 범계역 (경기도 공공관리제 노선), 2025년 08월 01일부로 일반좌석버스 > 일반시내버스로 형간전환되었습니다.

### 직행좌석버스
- ● 2007번: 평동 - 수원역 - 병무청 - 장안문 - 수원종합운동장 - 홈플러스 북수원점 - 파장동 - 북수원 나들목 - 의왕 나들목 - 과천봉담도시고속화도로 (의왕요금소) - 학의 분기점 - 수도권제1순환고속도로 (청계요금소) - 성남 나들목 - 모란역 - 수진역 - 신흥역 - 단대오거리역 <이 노선은 용남고속에서 이관받은 노선이다.>

## 이전 운행 노선

### 도시형버스
- ● 300-1번: 파장동 - 한일타운 - 창룡문 - 수원종합버스터미널 - 병점역 - 오산 - 하북차고지 <성우운수로 노선 이관> (도시형버스)
- ● 301번: 수월암리차고지 - 서탄면사무소 - 오산역 - 병점역 - 수원역 - 장안문 - 파장동 - 의왕시청 - 호계사거리 - 범계역 <성우운수로 노선 이관> (도시형버스)
- ● 301-1번: 하북차고지 - 운암단지 - 오산역 - 병점역 - 수원역 - 장안문 - 파장동 - 동원고등학교 <2002년 폐선> (도시형버스)
- ● 302번: 수원역 - 세류동 - 병점 - 오산 - 하북리 - 서정리
- ● 303번: 수원역 - 수원터미널 - 영통 - 오산 - 하북리 - 서정리 <성우운수로 노선 이관> (도시형버스)
- ● 305번: 하북차고지 - 오산역 - 오산대학 - 병점역 - 수원역 - 장안문 - 파장동 - 의왕시 - 범계역 (성우운수로 노선 이관 후 폐선)
- ● 310번 (1990년대): 수원역 - 세류동 - 병점 - 오산 - 하북차고지 (도시형버스)
- ● 310번: 경희대학교 - 수원종합버스터미널 - 수원역 - 장안문 - 파장동 - 의왕시 - 범계역 <1999년 삼영운수로부터 인수한 노선이다. 성우운수로 노선 이관> (도시형버스)
- ● 311번: 파장동 - 정자동 - 수원역 - 오산 - 하북차고지 <성우운수로 노선 이관>
- ● 500번: 동수원 - 창룡문 - 수원종합운동장 - 파장동 - 고천 - 호계신사거리 - 비산동 - 관악역 - 석수역 - 시흥동 - 말미고개 - 구로공단 (1999년 삼영운수로부터 인수한 노선이다. 원래는 좌석버스였다. 성우운수로 이관 후 폐선)
- ● 501번: 수원비행장 - 수원종합버스터미널 - 동수원 - 창룡문 - 수원종합운동장 - 파장동 - 의왕시청 - 호계신사거리 (성우운수로 이관 후 폐선되었다.)

### 일반좌석버스
- ● 306번: 하북차고지 - 오산역 - 오산대학 - 병점역 - 수원종합버스터미널 - 수원시청 - 동수원사거리 - 수원종합운동장 - 의왕시청 - 호계사거리 - 범계역
- ● 333번: 영통동 - 수원역 - 수원종합운동장 - 의왕시청 - 호계사거리 - 관악역 - 석수역 - 시흥 나들목 - 구로공단역 - 신대방역 - 신림역 - 신림동 (용남고속으로 이관 후 폐선)
- ● 777번: 수원역 ↔ 병무청 입구 ↔ 화서문 ↔ 장안문 ↔ 수원종합운동장 ↔ 효행공원 ↔ 의왕시청 ↔ 호계신사거리 ↔인덕원역 ↔ 정부과천청사역, 과천시청 ↔ 관문사거리 ↔ 남태령역 ↔ 사당역 (1995년 1월 27일에 용남고속이 경일여객에서 운행하던 노선을 인계받아 운행하다가 1996년 8월 5일에 용남고속으로부터 인계받았으나 1997년 8월 12일에 경진여객으로 이관 후 도시형버스로 형간전환되었다.)

### 직행좌석버스
- ● 4000번: 사송동공영차고지 - 여수동 - 성남시청 - 야탑역 - 성남종합버스터미널 - 이매역 - 서현역 - 판교역 - 판교신도시 - 서판교 나들목 - 용인서울고속도로 - 광교상현 나들목 - 동수원 나들목 - 수원월드컵경기장 - 뉴코아 동수원점 - 수원시청역 - 갤러리아백화점 수원점 - 수원종합버스터미널 (이 노선은 성남시 소재 성남시내버스와 공동배차 운행하였으나, 2021년부터 성우운수가 단독 운행.> (직행좌석버스)
- ● 7770번: 수원역 ↔ 고등동 주민센터 ↔ 수원여자고등학교 ↔ 화서문 ↔ 장안문 ↔ 수원전화국 ↔ 수원종합운동장 ↔ 홈플러스 북수원점 ↔ 수일중학교 ↔ 파장동 삼익아파트 ↔ 경기도 인재개발원 ↔ 의왕 나들목 ↔ 과천봉담도시고속화도로 ↔ 사당역 (1996년 8월 12일에 용남고속에서 운행하던 노선을 인계받아 운행하다가 1997년 8월 12일에 경진여객으로 노선 이관)

## 보유 차량

#### 현대자동차
- 현대 뉴 슈퍼 에어로시티
- 현대 유니시티
- 현대 유니버스 스페이스 엘레강스
- 현대 뉴 프리미엄 유니버스 스페이스 럭셔리
- 현대 뉴 프리미엄 유니버스 럭셔리

## 갤러리

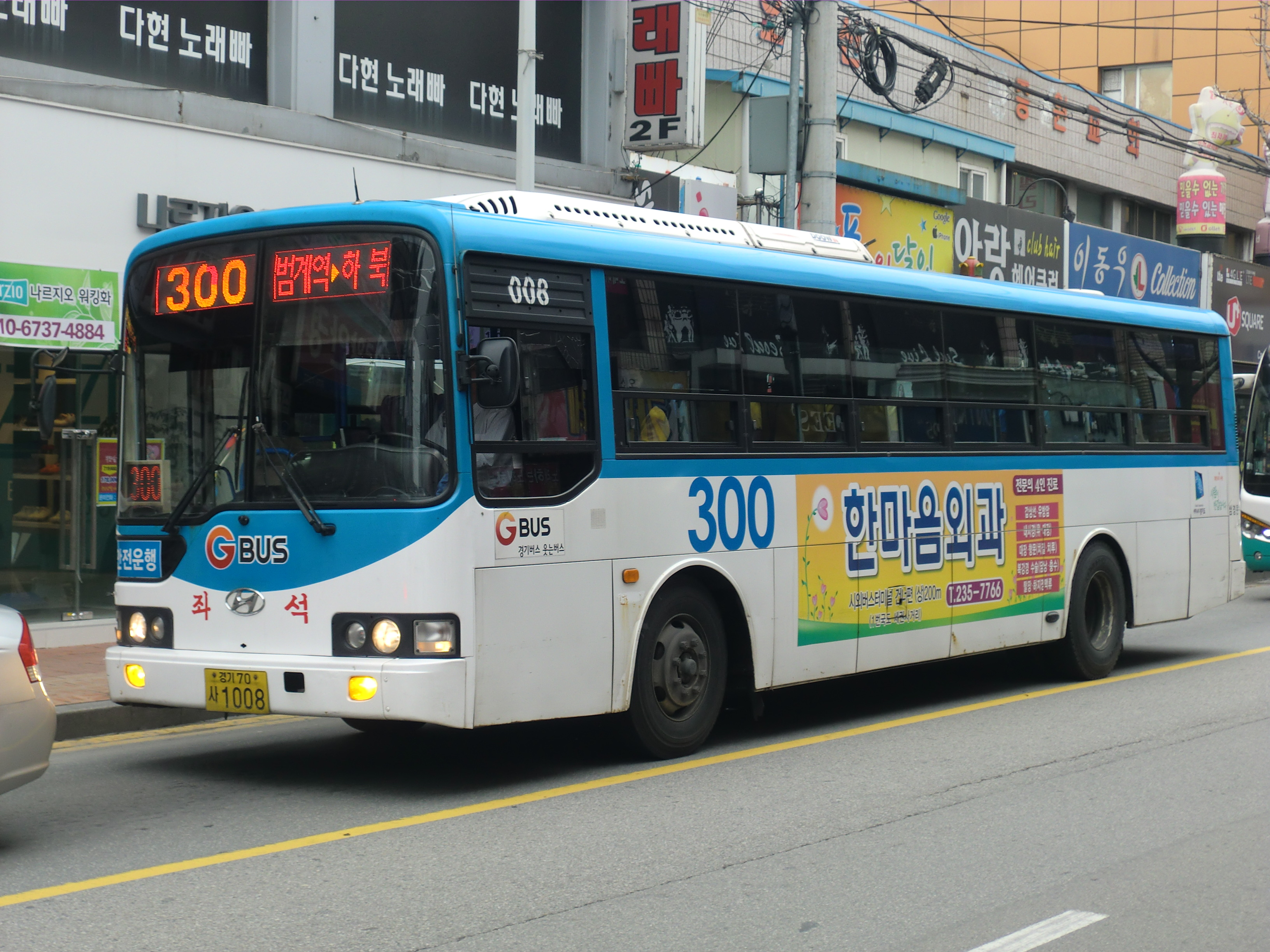
수원시내버스 300번
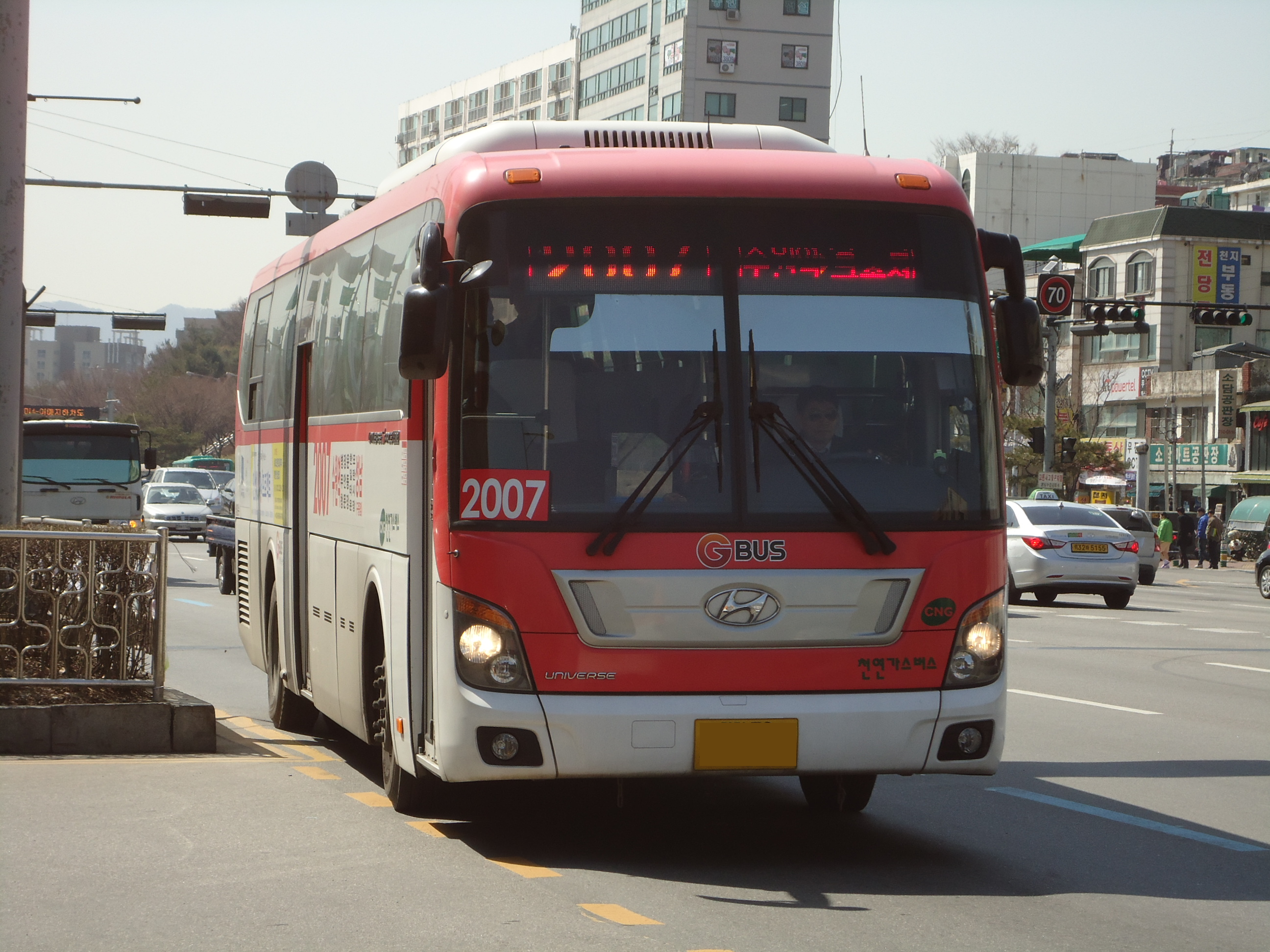
수원시내버스 2007번